# セカンドノベル 〜彼女の夏、15分の記憶〜
『セカンドノベル 〜彼女の夏、15分の記憶〜』（セカンドノベル かのじょのなつ、じゅうごふんのきおく）は、日本一ソフトウェアより2010年7月29日に発売されたPlayStation Portable用ゲームソフト。

## 概要
「15分しか持たない彼女の記憶」を主軸に、様々な展開が繰り広げられるアドベンチャーゲーム。「5年前の事件の真実」というミステリ的な要素や、「高校時代の夏」というノスタルジックな雰囲気など、多くの要素を併せ持っている。

## ストーリー
夏の休暇を利用し、久しぶりに故郷に戻ってきた直哉は、高校時代の友人・彩野と再会する。だが、彩野は5年前の事件の後遺症で15分しか記憶を留められなくなっていた。
直哉とともに過ごす内、彩野は「彩野が高校時代に書いていたという物語」という、今まで思い出すことのなかった記憶を取り戻していく。
その記憶を繋ぎとめようとする直哉は、15分という限られた時間の中で、物語を少しずつ紙に書き留めていく。

## 登場人物
直哉（なおや）
声 - 風間勇刀
本作の主人公。高校時代に好意を抱いていた彩野に再会し、彼女の「物語」を追っていく。
彩野（あやの）
声 - 友永朱音
直哉の高校時代のクラスメイト。5年前にユウイチを追って学校の屋上から飛び降り、その事件の影響で脳に障害を負う。
ユウイチ
声 - 大河望
彩野の幼なじみ。5年前に学校の屋上から転落死した。
千秋（ちあき）
声 - 永井ちひろ
夏休み、直哉たちの母校をうろついている小学生。
由加里（ゆかり）
声 - 氷青
国語教師。5年前の事件の際にも勤務しており、彩野のことを気にかけている。
アヤノ
声 - 友永朱音
彩野をモデルとした「物語」の登場人物。
サクラ
声 - 大野まりな
「物語」の登場人物だが、彩野は彼女のモデルが誰だったのか覚えていない。

## 主題歌
オープニングテーマ「残照」
歌 - 片霧烈火 / 作詞 - sawamurah / 作曲 - たくまる
エンディングテーマ「Blue or Lime」
歌 - 片霧烈火 / 作詞 - sawamurah / 作曲 - たくまる

## 予約特典
ゲーム本編で読むことのできる小説を冊子としてまとめた短編集。
二十一番の喪失
作 - 市川環 / イラスト - いとうのいぢ
終わらない階段
作 - 田中ロミオ / イラスト - おーじ
音の色
作 - 唐辺葉介 / イラスト - 若月さな
夏影
作 - 海猫沢めろん / イラスト - 亜方逸樹
たまねぎ現象には理由がある
作 - 元長柾木 / イラスト - kashmir

## 体験版
SP用、公式サイトでのFlash、モバイル用の3つが存在する。

## スタッフ
- キャラクターデザイン - もりちか
- ディレクター・シナリオ - 深沢豊
- 音楽 - たくまる